# Mirall xiulat

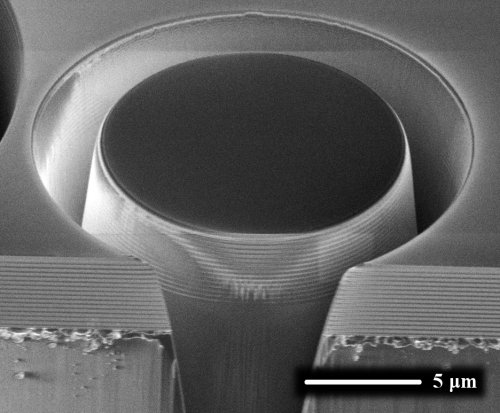
Un mirall dielèctric sense xips. Aquesta imatge de microscopi electrònic d'una petita peça circular de mirall dielèctric que es retalla d'un substrat més gran mostra clarament l'estructura periòdica en capes del mirall. L'espaiat de cada capa determina la longitud d'ona de la llum que es reflecteix per aquesta capa. En un mirall dielèctric xiulat, les capes més profundes serien més gruixudes que les capes superficials per reflectir longituds d'ona més llargues de la llum i crear l'efecte de xip.

Un mirall xiulat és un mirall dielèctric amb espais xips (espais de profunditat variable dissenyats per reflectir diferents longituds d'ona de llums) entre les capes dielèctriques (pila).
Els miralls de xip s'utilitzen en aplicacions com els làsers per reflectir una gamma més àmplia de longituds d'ona de llum que els miralls dielèctrics normals, o per compensar la dispersió de longituds d'ona que poden crear alguns elements òptics. Els miralls xiulats també es troben en sistemes biològics de color estructural, incloent el color daurat i platejat brillant d'elits de certs escarabats, per exemple els del gènere Ruteline Chrysina. En aquests casos, el mirall xiulat genera un color complex (com l'or o la plata) quan s'il·lumina amb llum blanca reflectint simultàniament una àmplia gamma de colors monocromàtics.

## Explicació senzilla
Un mirall dielèctric normal està fet per reflectir una sola freqüència de llum. El mirall dielèctric està fet de materials transparents que es posen en capes uniformement a una profunditat d'1/4 de la longitud d'ona de la llum que el mirall dielèctric està dissenyat per reflectir. A més, els coeficients de reflexió d'amplitud per a les interfícies tenen signes alternatius, per tant, tots els components reflectits de les interfícies interfereixen constructivament, la qual cosa resulta en una forta reflexió per a la longitud d'ona dissenyada. El mirall dielèctric és transparent a altres longituds d'ona de la llum, excepte aquelles en una banda molt estreta al voltant de la longitud d'ona que està dissenyada per reflectir.
Un mirall xiulat està fet per reflectir una gamma més àmplia de freqüències. Això es fa creant capes amb diferents profunditats. Pot haver-hi 10 capes amb una profunditat dissenyada per reflectir una certa longitud d'ona de la llum, altres 10 capes amb una profunditat lleugerament més gran per reflectir una longitud d'ona lleugerament més llarga de la llum, i així successivament per a tot el rang de longituds d'ona de la llum que el mirall està dissenyat per reflectir. El resultat és un mirall que pot reflectir tota una gamma de longituds d'ona de llum en lloc d'una sola banda estreta de longituds d'ona.
Com que la llum reflectida per les capes més profundes del mirall recorre una distància més llarga que la llum que es reflecteix a les capes superficials, es pot dissenyar un mirall amb xips per canviar els temps relatius dels fronts d'ona de diferent longitud d'ona que es reflecteixen. Això es pot utilitzar, per exemple, per dispersar un pols de llum de diferents longituds d'ona que arriba tot alhora o per estrènyer un pols de llum on arriben diferents longituds d'ona disperses en el temps.
Aquesta capacitat d'apretar o empaquetar més fort un pols de llum de diferents longituds d'ona és important, perquè alguns elements òptics d'ús habitual dispersen de manera natural un paquet de llum segons la longitud d'ona, un fenomen conegut com a dispersió cromàtica. Es pot dissenyar un mirall amb xips per compensar la dispersió cromàtica creada per altres elements òptics en un sistema.
Aquesta és una explicació simplificada i omet algunes consideracions tècniques importants però més complexes.

## Explicació tècnica
Per als miralls dielèctrics, materials amb un índex de refracció entre aprox. 1.5 i 2.2 estan disponibles. L'amplitud de la reflexió de Fresnel és d'aproximadament 0,2. Amb 10 capes es reflecteix aproximadament 0,99 de l'amplitud de la llum (és a dir, 0,98 de la intensitat de la llum). Per tant, si un mirall xip donat té 60 capes, la llum d'una freqüència específica interacciona només amb una sisena part de tota la pila.
La reflexió des de la primera superfície equival a una reflexió primerenca amb un xip inalterat. Això s'evita estalviant algunes capes per al recobriment antireflectant. En un cas senzill això es fa amb una sola capa de MgF2 (que té un índex de refracció d'1,38 a l'infraroig proper). L'ample de banda és gran, però no una octava. Com que la incidència varia de l'angle normal a l'angle de Brewster, la llum p-polaritzada es reflecteix cada cop menys. Per eliminar els reflexos residuals de la superfície en el cas de múltiples miralls, la distància entre la superfície i la pila és diferent per a cada mirall.
Ingènuament, es podria pensar que el xip comença fora de l'interval de longitud d'ona desitjat, i qualsevol longitud d'ona dins del rang experimenta una ressonància completa que s'esvaeix i s'esvaeix. Un càlcul detallat (referències a l'enllaç extern) mostra que la reflectivitat del mirall també s'ha de fer xips, cosa que es pot fer assignant la mitja longitud d'ona de manera desigual a les zones d'índex alt i baix. Aquests s'anomenen miralls de doble xip.

## Aplicació
En els làsers Ti-sapphire que utilitzen el modeling de lents Kerr, sovint s'utilitzen miralls xips com a únic mitjà per compensar les variacions del retard del grup. Tenint en compte els números anteriors, un sol mirall pot compensar 4 μm de longitud del camí òptic. Tenint en compte la velocitat del grup, això és suficient per als 3 m d'aire dins de la cavitat, per als 3 mm de vidre de safir Ti: que es necessiten tres miralls més, de manera que ja es pot compensar una simple cavitat Z.
D'altra banda, el guany del cristall d'uns 1,1, que és prou alt com per compensar la pèrdua de 8 miralls, la qual cosa dóna més graus de llibertat en la compensació del retard del grup. El més crític per als polsos curts és que els components de freqüència fora del rang de guany del cristall generats indirectament per la modulació d'autofàsica no es perden a través dels miralls finals o plegables, sinó que es transmeten a través del mirall de parell de sortida. En una mena de decisió per majoria, els modes del làser decideixen quin retard de grup triar, i els components espectrals propers a aquest retard es destaquen a la sortida. A causa de les ondulacions de la compensació, l'espectre també té ondulacions.
Una sola pila reflecteix entre 780 nm i 800 nm. El mirall xiulat amb 6 vegades les capes pot ser reflectant a partir de 730 nm a 850 nm. El guany de Ti:Sa és superior a un entre 600 nm i 1200 nm. Per reflectir aquest ample de banda s'han d'acceptar pèrdues més altes. En l'amplificació de pols xirpat, aquests miralls s'utilitzen per corregir les variacions residuals del retard del grup després d'inserir un compressor de reixeta al sistema.